# Marktdynamik
Unter Marktdynamik wird in den Wirtschaftswissenschaften eine Marktentwicklung verstanden, die durch Veränderungen des Marktzutritts und Marktaustritts, der Marktdaten, der Marktteilnehmer oder des Marktverhaltens innerhalb eines Zeitraumes verursacht wird.

## Allgemeines
Dynamik als wirtschaftswissenschaftlicher Begriff ist die Häufigkeit, Intensität und die Irregularität von Änderungen der Umweltzustände. Die Marktdynamik betrifft den ständigen Wandel von Märkten. Sie drückt sich „in Veränderungen der Art und Anzahl sowie der Ansprüche der Marktteilnehmer und der zwischen ihnen stattfindenden Transaktionen aus“. Hierin kommt zum Ausdruck, dass Marktdynamik nicht nur die Veränderung der Nachfrage, sondern auch die Veränderung des Angebots betrifft, also auch Angebots- und Bedarfsverschiebungen. Als weitere, die Marktdynamik ausmachende Faktoren werden Käufer- und Verkäufermarkt, Produktlebenszyklus, Wettbewerbsintensität und Unternehmenskonzentration aufgeführt.
Ein sehr enger Begriffsinhalt bezieht die Marktdynamik lediglich auf die Veränderungen der Kundenstruktur und der Präferenzen.

## Volkswirtschaftslehre
Bereits die Metapher „unsichtbare Hand“ (englisch invisible hand) des Adam Smith schilderte im Juni 1776 erste Ansätze eines dynamischen Marktes, als Smith sich in seinem grundlegenden Buch Der Wohlstand der Nationen kritisch mit Einfuhrbeschränkungen für ausländische Güter auseinandersetzte und die Metapher in einem makro- oder mikroökonomischen Kontext verwendete. Die klassische Nationalökonomie auch von David Ricardo und – in theoretischer Neudeutung des Kapitalismus – von Karl Marx zielten in ihrem Kern auf die Analyse der Evolution des arbeitsteiligen Industriesystems und seiner Marktdynamik.
Joseph Schumpeter beschrieb in seinem 1911 veröffentlichten Werk Theorie der wirtschaftlichen Entwicklung, dass sich der Marktprozess in einem fest eingerichteten Kreislauf befindet. Änderungen dieses Gleichgewichts sind nur durch exogene Einflüsse möglich, endogene Mechanismen hätten somit keine Auswirkungen. Später revidierte Schumpeter seine Aussagen und beschrieb 1942 den Prozess der schöpferischen Zerstörung, welcher als wesentlicher Kern des Kapitalismus gilt. Er beschreibt zudem einen starken Aufschwung, wenn eine Vielzahl an Imitatoren in den Markt einsteigen, welcher sich nach einiger Zeit wieder deutlich abschwächt.
Im geschichtlichen Rückblick gilt Schumpeter somit als Vorreiter der theoretischen Erklärung wirtschaftlicher Entwicklungen. Nach Schumpeter griffen einige Ökonomen, u. a. William J. Baumol mit seiner Sicht der Verhaltensweise über Unternehmen oder Richard R. Nelson, welcher die Auswirkungen von Entscheidungen im Verlauf der Zeit betrachtete, Schumpeters Theorie auf. Zudem wurde diese mit zusätzlichen Indikatoren wie Marktperformance, Wettbewerbsintensität oder Innovationsgrad erweitert.
Der Begriff hat seit den 1980er Jahren zunehmend an Bedeutung gewonnen, da politische Rahmenbedingungen und technologische Innovationen das Nachfrageverhalten der Akteure und die Reaktionsgeschwindigkeit von Unternehmen in immer kürzeren Zyklen beeinflussten.

## Marketing
Im Marketing wird die Marktdynamik durch das mögliche Marktwachstum (Entwicklung der Umsatz- und Gewinnpotenziale), durch die aktuelle Marktform (Monopol, Oligopol oder Polypol), die Innovationsfreudigkeit und die zeitlichen Innovationsschritte sowie die Veränderungen bei den Marktteilnehmern bestimmt. Ist die Marktdynamik gering, gerät die Vertriebsorganisation seltener unter Druck, bei hoher Dynamik sind Flexibilität und schnelle Anpassungen an neue Marktbedingungen erforderlich. Das ist vor allem auf Wachstums-, Schwellen- und Zukunftsmärkten der Fall.
Aus Sicht des Unternehmens beinhaltet ein dynamischer Markt die Ungewissheit über die künftige Intensität und das Ausmaß im Marktverhalten von Wettbewerbern und Kunden. Dabei kann unterschieden werden zwischen einem stabilen Marktumfeld mit geringen und seltenen Veränderungen (wie in der Zementindustrie), einem evolvierenden Marktumfeld mit etwas stärkeren und häufigeren Veränderungen (Automobilherstellung) und einem dynamischen Marktumfeld mit starken und häufigen Veränderungen (Pharmaindustrie). Vom Hyperwettbewerb wird gesprochen, wenn es in einem weitgehend stabilen Marktumfeld zu hoher Wettbewerbsintensität kommt wie beispielsweise zwischen Coca-Cola und Pepsi, die ohne wirkliche Produktinnovationen stets neue Produktvariationen anbieten; die Marktdynamik ist dann gering.

## Börse
Im Börsenwesen (Warenbörsen, Wertpapierbörsen, Energiebörsen) und Wertpapierhandel wird die Marktdynamik häufig auf das aus der Volatilität der Börsenkurse resultierende Kursrisiko eingeengt. Je höher die Volatilität und das Kursrisiko (etwa bei Marktenge), umso höher wird die Marktdynamik eingestuft. Das Ende eines Börsentrends geht im Regelfall mit einer deutlichen Abschwächung der Marktdynamik einher. Arbitrage, Gewinnmitnahmen oder Spekulation können die Marktdynamik erhöhen.

## Ökonomische Theorie der Marktdynamik

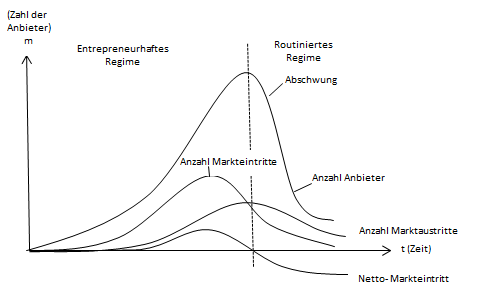
Marktdynamik

Die Grafik zeigt ein Modell zur Erklärung der am Markt herrschenden Dynamik in Form von Industriezyklen. Wenn ein Markt am Anfang seiner Entwicklung steht, findet eine Vielzahl von Marktzutritten in der so genannten Einführungs- und Wachstumsphase statt. Die Zahl der Netto-Marktzutritte ist in diesem Fall positiv. In dieser Phase ist nur begrenzt spezifisches Wissen zum neuen Produkt bekannt, weshalb Wettbewerb vorerst hauptsächlich über die Produktqualität stattfindet. Auf Grund des Zutritts einer Vielzahl an Anbietern, insbesondere auch Kleinunternehmen, wird diese Phase „Entrepreneurhaftes technologisches Regime“ oder auch „Schumpeter Mark I-Regime“ genannt.
In der zweiten Phase findet eine Anpassung der Produkte statt. Die Qualität befindet sich nun auf einem annäherungsweise ausgeglichenen Niveau, was folglich dazu führt, dass der Wettbewerb nun über den Preis als Preiswettbewerb stattfindet. Wie die Grafik zeigt, befindet sich die Marktentwicklung jetzt im „routinierten Regime“ bzw. „Schumpeter Mark II-Regime“. Es kommt zu einem deutlichen Abschwung, welcher besagt, dass eine Vielzahl von Anbietern den Markt verlässt. Die etablierten, in geringer Anzahl vorhandenen Unternehmen, sorgen mit ihren Größenvorteilen dafür, dass Marktzutritte kaum mehr möglich sind. Die Zahl der Netto-Marktzutritte ist jetzt negativ.
Beispiele
Beispielhaft für ein routiniertes Regime ist die aktuelle Automobilindustrie. Hier sind die Markteintrittsbarrieren hoch. Ursache dafür ist eine sehr kapital- und forschungsintensive Produktion, welche einen Markteintritt erschwert. Durch die Verbindung kleinerer, spezialisierter Unternehmen mit den großen Konzernen sind die Chancen für einen Newcomer, sich gegen die Etablierten durchzusetzen, sehr gering. Möglich ist jedoch eine Innovation einer neuen Beförderungstechnologie/-möglichkeit.
Ein entrepreneurhaftes Regime stellt u. a. die Internetökonomie seit den 1990er Jahren dar. Hier zeigt sich, dass die üblichen Markteintrittsbarrieren stark abgeschwächt sind. Institutionelle Restriktionen wie Zölle, Normen etc. können im Internet umgangen werden. Marktteilnehmerbezogene Hindernisse wie Kostenvorteile, Kapitalbedarf etc. verringern sich ebenfalls. So können Newcomer auf dem Markt durch geringe Kosten schnellen Zutritt erlangen und den Markt auch schnell wieder verlassen. Übliche, kapitalintensive Investition sind somit nicht mehr erforderlich.

## Wirtschaftliche Aspekte
Die Wettbewerbsdynamik als zeitliche Entwicklung des Wettbewerbs hängt eng mit der Marktdynamik zusammen. Marktdynamik erfordert eine hohe Anpassungsgeschwindigkeit (Reaktionsvermögen) der Marktteilnehmer, auch im Hinblick auf technischen Fortschritt. In dynamischen Märkten mit sich verschiebenden Mobilitätsbarrieren ist eine Tendenz zur Kundenorientierung zwingend erforderlich.
Marktwachstum und ihr Gegenteil Marktschrumpfung sowie die Marktsättigung sind insbesondere auf die Marktdynamik zurückzuführen. Betriebsformen können sich im Rahmen der Betriebsformendynamik aufgrund geänderter Wettbewerbsverhältnisse oder geänderter Marktdynamik verändern. Beispiele sind die Entstehung von Supermärkten, Vermuchermärkten, Discountern, Einkaufszentren oder Factory Outlets.
Der Mitläufereffekt ist eine Nachfrageerhöhung nach einem Gut, allein weil dieses Gut auch von anderen Verbrauchern konsumiert wird. Er besitzt eine besondere Bedeutung für die Marktdynamik aufgrund seiner positiven Wirkung auf Diffusionsprozesse, also der Verbreitung eines Gutes.
Zur Erhöhung der Marktdynamik tragen Angebotsüberhang und Angebotslücke bzw. Nachfrageüberhang und Nachfragelücke bei, die über den Marktpreis ein Marktgleichgewicht herstellen. Improvisation – als Gegensatz zur Organisation – kann eine bewegliche Methode sein, die der Marktdynamik gerecht wird.